# レインゴリト・グリエール
レインゴリト・グリエール（ウクライナ語: Ре́йнгольд Мо́ріцович Гліє́р、ラテン文字転写: Reinhold Moritzevich Glière、1875年1月11日 - 1956年6月23日）はロシア帝国（現：ウクライナ）出身の、ロシア帝国末期からソ連建国期に活躍した作曲家である。姓名は、ウクライナ語読みでは「レーインホリド・モーリツォヴィチ・フリイェール」、ロシア語読みでは「レーインガリト・モーリツェヴィチ・グリエール」または「レインゴーリド・モーリツェヴィチ・グリエール」（ロシア語:  Рейнгольд Морицевич Глиэр）となる。

## 人物・来歴
キエフに生まれる。父親はドイツ人の楽器職人で、母親はピアノをよくしたポーランド人であった。生後まもなくプロテスタントの教会で受洗。洗礼された時の名前はラインホルト・エルネスト・グリエール(Рейнгольд Эрнeст Глиэр, ラテン文字はReinhold Ernest Glier)だった。ロシア人や正教徒の祖先はいないとされる。
モスクワ音楽院でセルゲイ・タネーエフ、アントン・アレンスキー、イッポリトフ＝イワノフなどに作曲を師事。1901年よりしばらくベルリンに留学し、作曲の研究のかたわら、ベートーヴェンやマーラー作品の解釈で知られた指揮者オスカー・フリートに指揮法を師事。また、1902年〜1903年頃、師匠セルゲイ・タネーエフからの指示でまだ少年のプロコフィエフの許に赴いて作曲法の手ほどきをした。モスクワ音楽院で1920年から1941年まで教鞭を執り、プロコフィエフやハチャトゥリアン、リャトシンスキーらを育てた。
1938年から1948年まで、ソ連作曲家同盟組織委員会の議長をつとめた。モスクワにて他界。
グリエールはスクリャービンやラフマニノフと同世代であり、チャイコフスキーと国民楽派の両方から影響を受けている。初期作品の室内楽や2つの交響曲は、ドイツ後期ロマン派音楽、たとえばブラームスやワーグナーの影響が歴然としているが、それでもなお《交響曲第2番》では、強烈な民族的表現も明らかである。
帰国後に作曲され、ストコフスキーやオーマンディに愛された交響曲第3番《イリヤー・ムーロメツ》（1911年〜12年）は、グラズノフへの献呈作品であり、構想や音色の好みにおいてリムスキー＝コルサコフを髣髴させる華麗で気宇壮大な標題交響曲である。第1楽章ではロシア正教の聖歌が転用されており、第2楽章では、スクリャービン中期の様式によって、「拡張された調性」と変化和音の多用がいちじるしい。第3楽章はボロディンやグラズノフの民族主義的な作風に従っている。
ロシア革命後のグリエールの作風は、国民楽派的な要素が影を潜めたかわりに、中国や中央アジアの民族音楽を自由に活用するなど、オリエンタリズムを強調する方向に傾いた（「ロシア水兵の踊り」が有名なバレエ音楽《赤いけしの花》（1927年）など）。しかしながらモダンなコスモポリタンな作風へとは進まずに、依然としてロマン派音楽の伝統の上で創作を続けた。晩年の作品《コロラトゥーラ・ソプラノのための協奏曲》や《ホルン協奏曲》、《ハープ協奏曲》は、初期のロマン派音楽の様式に戻っていて、いくぶん無国籍の観を免れない。それにもかかわらず、というよりもそのために、スターリン治下のソ連においては、社会主義リアリズムの模範的作曲家と見なされ続けた。キエフにあるキエフ高等音楽院の正式名称は、グリエールの功績を記念して「R・M・グリエール記念キエフ国立高等音楽院」となっている。
グリエールは、近年までしばしばベルギー系ないしはフランス系であると言われ続けた。このような混乱の元は、出版社によって誤ってラテン文字表記の姓にアクサン・テギュを付け「Gliér グリエ」とされたことに遡る。グリエールの本来の姓は、キリル文字で「Глієр」（ロシア語でグリエル、ウクライナ語でフリエル）であり、元はドイツ語の「Glier」（グリーアもしくはグリール）に由来するものだった。そのためグリエールが、語末の "r" を発音させるための措置として、アクサン・グラーヴを用いた "ère" に語尾を置き換えたところ、いかにもフランス語めいた姓になったため、結果的に父親はベルギー出身の楽器職人という風説が出回ることになったらしい。

## 主要作品

### 歌劇
- シャー・セネム op.69（1923-25年）
- レイリとメジヌン（1936年）

### 音楽劇
- ギュリサーラ（1936年）

### バレエ音楽
- フリジーズ op.65（1912年）
- 道化師 op.68（1922年）
- 赤いけしの花 op.70（1926年-27年）
- クレオパトラ op.78（1925年）‐プーシキンの「エジプトの夜」を基とする
- 青銅の騎士 op.89（1948年-49年）‐プーシキンの「青銅の騎士 」を基とする
- タラス・ブーリバ op.92（1952年）‐ゴーゴリの「タラス・ブーリバ 」を基とする

### 交響曲
- 交響曲第1番変ホ長調 op.8（1899-1900年）
- 交響曲第2番ハ短調 op.25（1907年）
- 交響曲第3番ロ短調「イリヤー・ムーロメツ」 op.42（1911年〜12年）

### 管弦楽曲
- 交響詩「シレーヌ」 op.33（1908年）
- 交響的絵画「ザポロージュのコサック」 op.64（1921年）
- 交響詩「トリズナ」 op.66（1911-15年）
- ブリヤート-モンゴル自治共和国のための英雄行進曲 op.71（1936年）
- 十月革命20周年のための祝典序曲 op.72（1937年）
- 交響詩「ザポヴィト」 op.73（1938年）
- 序曲「フェルガナの休日」 op.75（1940年）
- 序曲「人民の友情」 op.79（1941年）
- スラヴの主題による序曲（1941年）
- 序曲「祖国の幸福のために」（1942年）
- 戦争序曲（1943年）
- 序曲「勝利」（1945年）
- コンサートワルツ op.90（1953年）
- 祝典序曲 op.97(1955年）

### 吹奏楽曲
- コミンテルンの祝典のために（1924年）
- 赤軍行進曲（1924年）
- 序曲「赤軍の25年」 op.84（1943年）

### 協奏曲
- ハープ協奏曲 op.74（1938年）
- コロラトゥーラ・ソプラノのための協奏曲 op.82（1943年）
- チェロ協奏曲 op.87（1946年）
- ホルン協奏曲 op.91（1950年）
- ヴァイオリン協奏曲 op.100（1956年。未完。ボリス・リャトシンスキーのオーケストレーションにより完成）

### 室内楽曲
- 八重奏曲ニ長調 op.5（1900年、ヴァイオリン4、ヴィオラ2、チェロ2）
- 弦楽六重奏曲第1番ハ短調 op.1（1898年）
- 弦楽六重奏曲第2番ロ短調 op.7（1904年）
- 弦楽四重奏曲第1番イ長調 op.2（1898年）
- 弦楽四重奏曲第2番ト長調 op.20（1905年）
- 弦楽四重奏曲第3番ニ短調 op.67（1927年）
- 弦楽四重奏曲第4番ヘ短調 op.83（1943年）
- ヴァイオリンとチェロのための8つの小品 op.39（1909年）

### ピアノ曲
- 3つのマズルカ op.29（1906年）
- 25の前奏曲 op.30（1907年）
- 子どものための12の小品 op.31（1907年）
- 24の特徴的な小品 op.34（1908年）
- 8つの特徴的な小品 op.43(1909年）
- 2台ピアノのための24の小品 op.61（1911年）

### ヴァイオリン曲
- ロマンス op.3（1902年）
- 12のやさしい小品 op.45（1909年）

### チェロ曲
- バラード op.4（1902年）
- 12ページのアルバム op.51（1910年）

### コントラバス曲
- 2つの小品 op.9（1902年）
- 2つの小品 op.32（1908年）

### 歌曲
- 6つの歌 op.12（1903年）
- 8つの歌 op.18（1904年）
- 11の歌 op.28（1906年）
- 6つの歌 op.36（1908年）
- 7つの歌 op.58（1912年）